# Brindleyita
La brindleyita és un mineral de la classe dels silicats, que pertany al grup de la kaolinita-serpentina. Originàriament va ser anomenat nimesita per Z. Maksimovic el 1972, però el nom no va ser aprovat per l'IMA a causa de la seva similitud amb la similar nimita. L'any 1978 va ser reanomenada per Maksimovic i David L. Bish al nom actual, en honor de George William Brindley (Stoke-on-Trent, Anglaterra, 19 de juny de 1905 - 23 d'octubre de 1983), professor de la Universitat de l'estat de Pennsilvània, als Estats Units. Brindley va ser un expert en minerals argilosos, i va guanyar la medalla Roebling l'any 1970.

## Característiques
La brindleyita és un silicat de fórmula química (Ni,Al)₃(Si,Al)₂O₅(OH)₄. Cristal·litza en el sistema monoclínic. La seva duresa a l'escala de Mohs es troba entre 2,5 i 3.
Segons la classificació de Nickel-Strunz, la brindleyita pertany a «09.ED: Fil·losilicats amb capes de caolinita, compostos per xarxes tetraèdriques i octaèdriques» juntament amb els següents minerals: dickita, caolinita, nacrita, odinita, hal·loysita, hisingerita, hal·loysita-7Å, amesita, antigorita, berthierina, caryopilita, crisòtil, cronstedtita, fraipontita, greenalita, kel·lyïta, lizardita, manandonita, nepouïta, pecoraïta, guidottiïta, al·lòfana, crisocol·la, imogolita, neotocita, bismutoferrita i chapmanita.

## Formació i jaciments
Va ser descoberta al dipòsit de bauxita de Marmara, situat a Megara, a la prefectura d'Attikí (Grècia). Posteriorment també ha estat descrita a Victorio, al comtat de Luna (Nou Mèxic, Estats Units). Aquests dos indrets són els únics de tot el planeta on ha estat descrita aquesta espècie mineral.